# Chrysocraspeda uncimargo
Chrysocraspeda uncimargo är en fjärilsart som beskrevs av W. Warren 1907. Chrysocraspeda uncimargo ingår i släktet Chrysocraspeda och familjen mätare. Inga underarter finns listade i Catalogue of Life.